# Schloss Friedrichswerth
Das Schloss Friedrichswerth ist ein Barockschloss mit angefügtem Park am Südrand von Friedrichswerth, Ortsteil der Landgemeinde Nessetal, im Landkreis Gotha in Thüringen. Die Anlage blieb bis auf notwendige technische Modernisierungen ohne grundlegende Umgestaltungen erhalten.

## Lage
Das Schloss Friedrichswerth befindet sich 13 km (Luftlinie) nordwestlich von Gotha im Tal der Nesse. Das Schloss wurde auf dem Platz der zuvor geschleiften Wasserburg Erffa erbaut.

## Geschichte

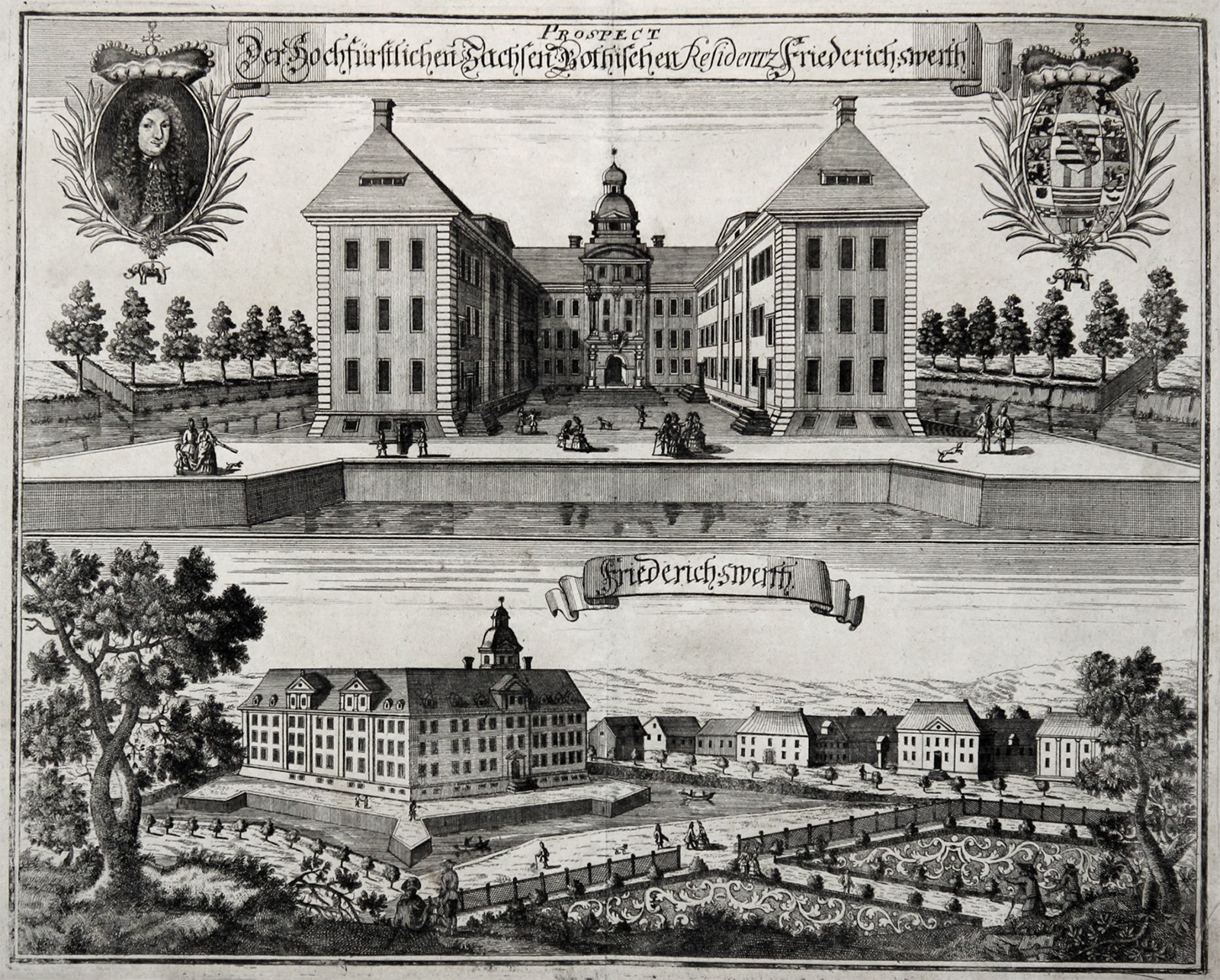
Die Schlossanlage um 1717

Im Jahre 1677 beauftragte der Gothaer Herzog Friedrich I. seinen Baumeister Jeremias Tütleb mit dem Bau eines repräsentativen Landschlosses nach holländischen und französischen Vorbildern und wählte als Bauplatz das Dorf Erffa mit der gleichnamigen Wasserburg. Der Bau des Schlosses wurde erst 1689 vollendet und im Juli des gleichen Jahres feierlich abgeschlossen. Es diente der herzoglichen Familie als Lustschloss und Sommerresidenz. Auch eine (Hof-)Kirche wurde zeitgleich erbaut. Das Dorf wurde zu Ehren des Herzogs in Friedrichswerth umbenannt. Der Herzog hatte jedoch nur kurze Zeit Freude an seinen Prachtbauten, er verstarb bereits im August 1691 auf Schloss Friedrichswerth an den Folgen eines Schlaganfalls.
Das Schloss diente in den Folgejahren dem Gothaer Herzögen bestimmungsgemäß als Sommerwohnung und wurde Mittelpunkt glanzvoller Feste. Unter Herzog Friedrich III. wurde hier auf Anregung seiner Frau Luise Dorothea und ihrer Hofdame Juliane Franziska von Buchwald der Orden der fröhlichen Einsiedler (französisch ordre des Eremites de bonne humour) gegründet. Dieser Orden war ein elitärer Club zur Erheiterung des Hoflebens, an dessen Spitze Gustav Adolf von Gotter stand. Jedes Mitglied hatte seine eigene Klause im Schlosspark und einen eigenen bezeichnenden Ordensnamen. Der Orden zählte 1749 71 Mitglieder neben der herzoglichen Familie gehörten ihm Angehörige des Landadels und Beamte der herzöglichen Verwaltung mit ihren Damen an. Das Habit war eine vorne offene olivfarbige Kutte aus Taft, Strohhüte mit rosa Bändern, rosa Gürtel und ein Schäferstab. Ordensdevise und -gruß war Vive la joie! (deutsch Es lebe die Freude!).

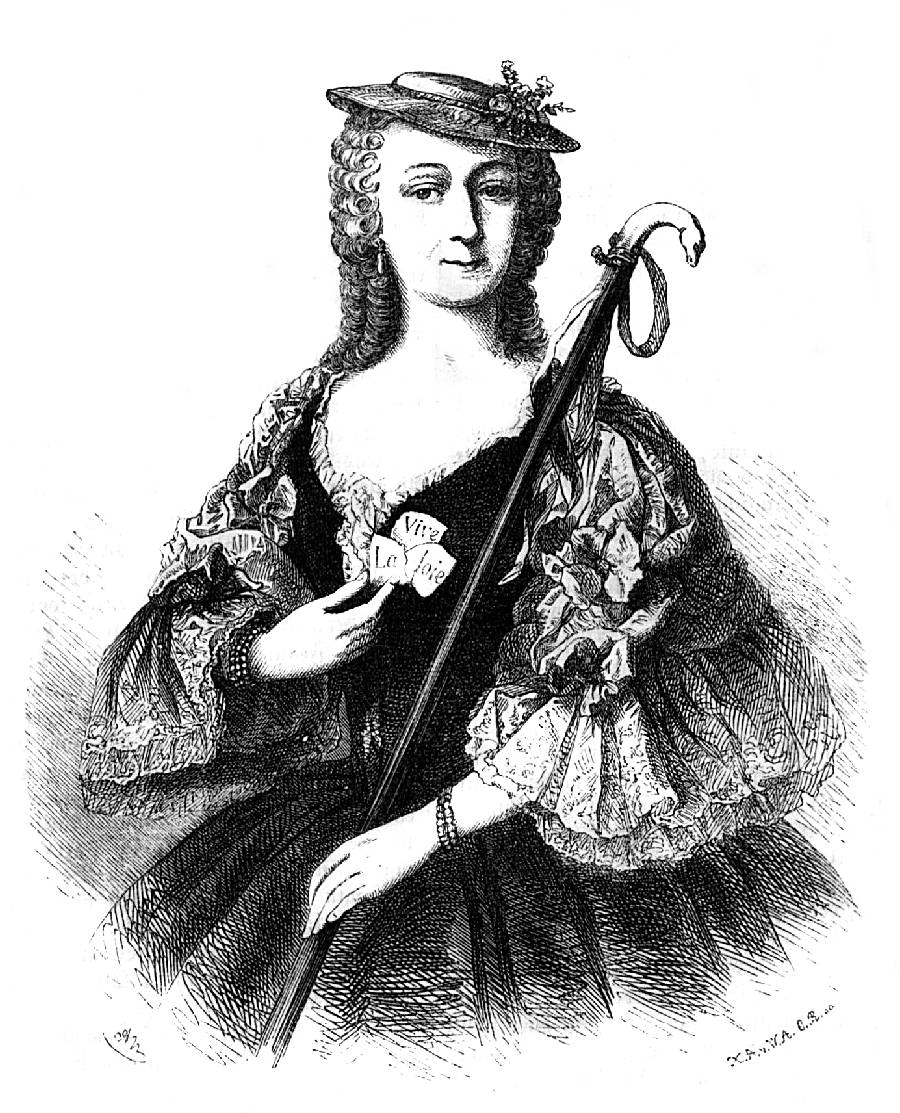
Herzogin Luise Dorothea im Habit des Ordens der fröhlichen Einsiedler

Der Orden ging während des Siebenjährigen Krieges unter, als das Schloss aus Furcht vor Plünderungen weitgehend ausgeräumt wurde. Die Verwaltungsgebäude des Schlosses dienten bereits zur Unterbringung der Amtsverwaltung Friedrichswerth, im März 1855 wurden Teile des Schlosses der herzoglichen Justizverwaltung übergeben. Ab 1923 diente das seit langem verwahrloste Schloss als Erziehungsanstalt und Jugendbildungsstätte.
In den 1930er Jahren, bis 1942, wurde die barocke Innengestaltung des Schlosses teilweise restauriert, auf Initiative des Kunsthistorikers Udo von Alvensleben und mit Unterstützung der Magdeburger Zeitung sowie der Konservatoren aus Halle und Weimar. Im Zweiten Weltkrieg wurden aus dem bombengefährdeten Berlin umfangreiche Bibliotheksbestände in das Schloss ausgelagert, ebenso die bekannte Puppenstadt „Mon plaisier“ aus Arnstadt. Zeitweise wohnten auch Fremdarbeiter im Schloss. 1948 kamen verwahrloste Kinder in das Gebäude, dann wurde es Jugendwerkhof. In diese Zeit fiel die illegale Demolierung der Schlosskirche (nur das Altargemälde blieb erhalten) und das Einziehen von Zwischendecken. Der Stuck und die Deckengemälde blieben jedoch erhalten. Nach der Wende 1990 richtete der „Internationale Bund“ ein Ausbildungszentrum im Schloss ein, das er aber Ende der 1990er Jahre aufgab. Seitdem steht das Schloss leer und ungenutzt. Die Schlossgartenmauer wurde bis 1999 fast vollständig wiederhergestellt.

## Anlage

### Das Schloss

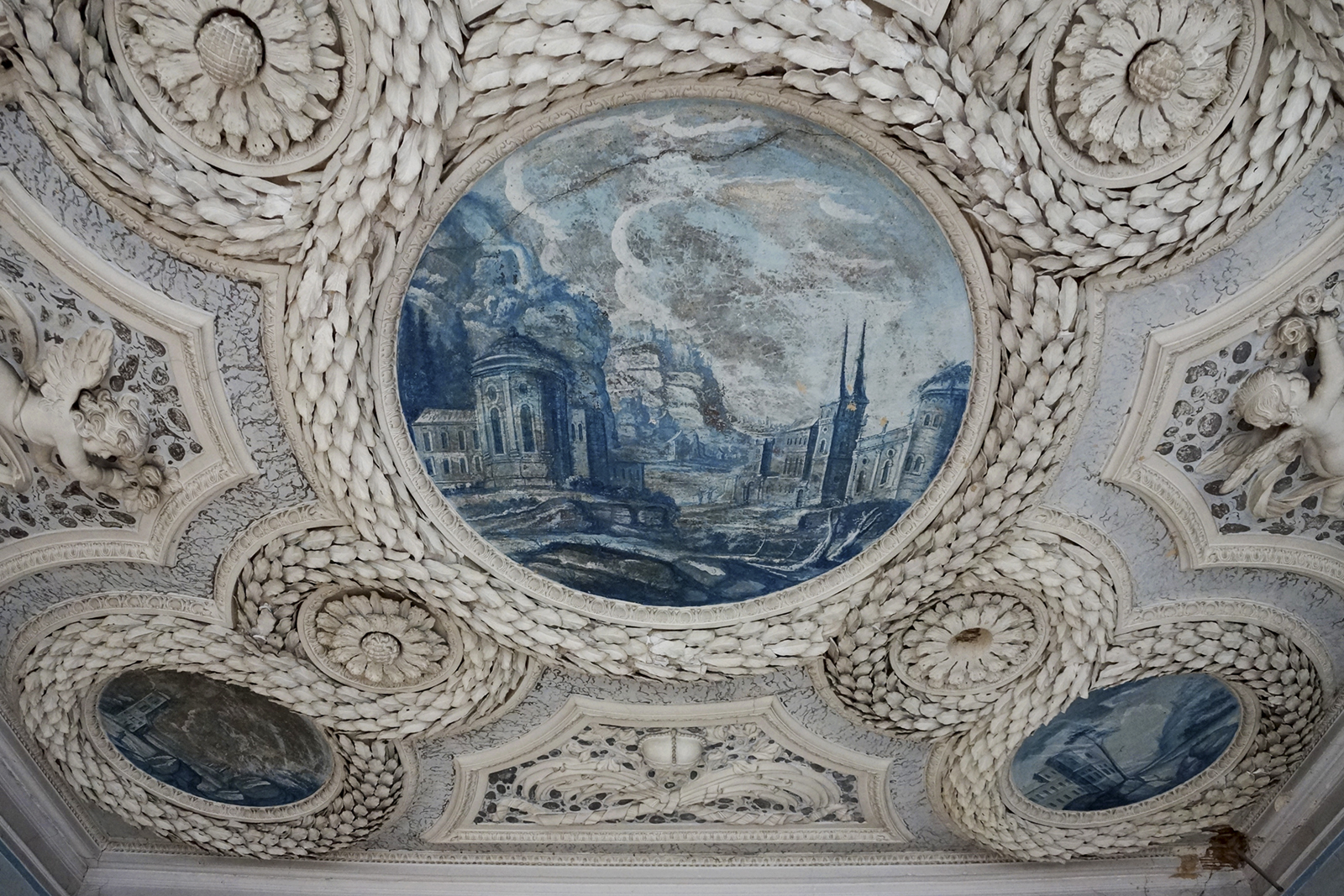
Eine barocke Stuckdecke im Schloss

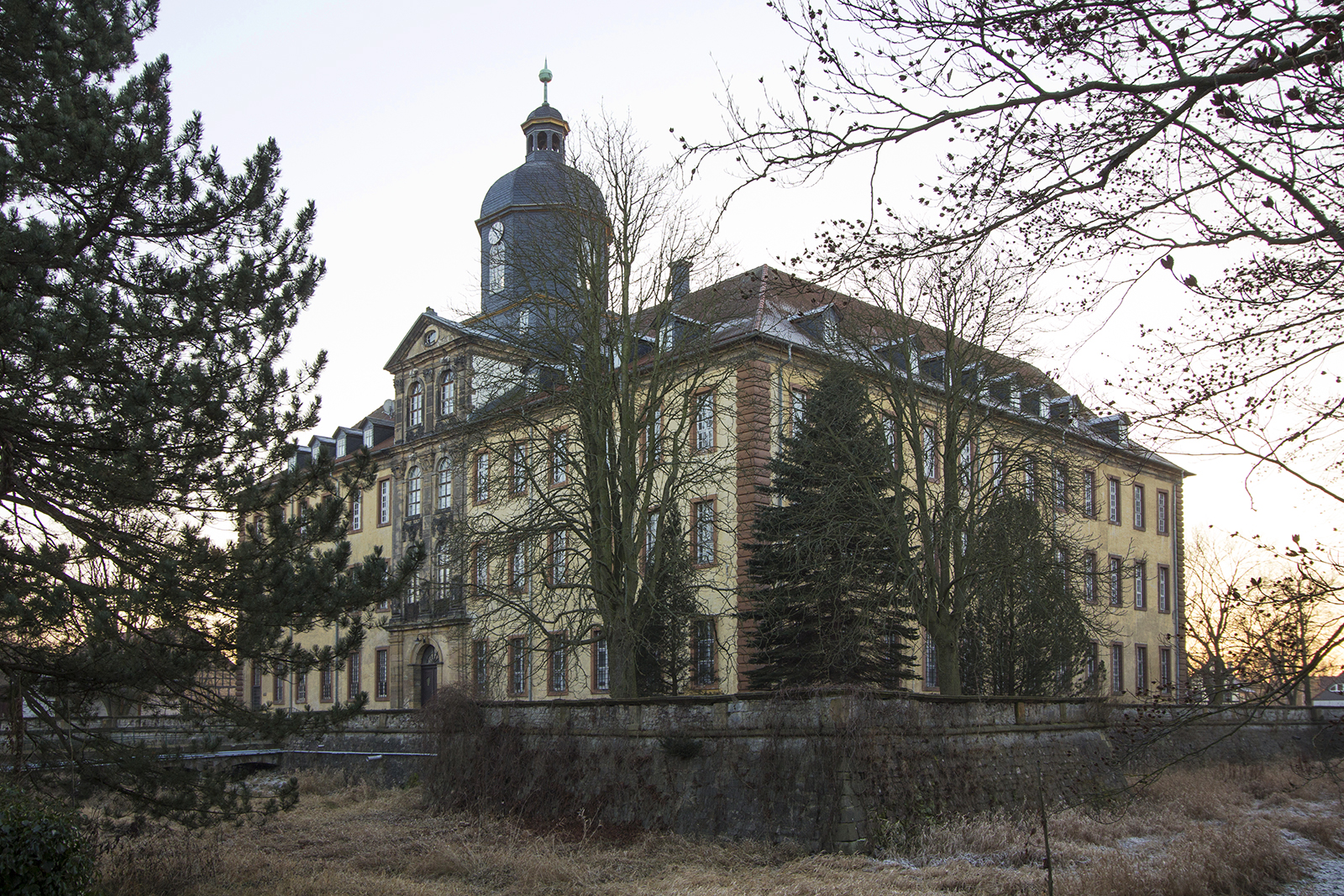
Das Schloss mit der nordöstlichen Bastion

Die Schlossanlage besteht aus einem dreiflügeligen symmetrischen Gebäudekomplex, in dessen Zentrum sich der Uhrturm über einen kleinen Innenhof und den anschließenden Park erhebt. Der Hauptzugang zum Schloss erfolgt von Westen über eine Brücke. Im Inneren schmückten auch etwa 30 vom Gothaer Hofmaler Heinrich Martin Deesen geschaffene Deckengemälde die Mehrzahl der Räume.

### Der Park
Der im französischen Stil angelegte Barockgarten setzt die Schlossanlage in östlicher Richtung fort. Dieses streng symmetrisch aufgebaute, rechteckige, von einem umlaufenden Wassergraben und Mauern begrenzte Areal hat eine Ausdehnung von etwa 290 × 80 m. Neben exotischen Pflanzen waren Fontänen und eine Grotte vorhanden. Auf dem Wassergraben wurden bei Sommerfesten Gondeln und Miniaturschiffe gesehen. Innerhalb des „Gartens“ wurden Eremitagen und kleine Lauben errichtet, sie dienten dem Zeitvertreib der „lustigen Einsieder“. Während des Siebenjährigen Krieges endete dieser adelige Vergnügungspark in dem zuletzt auch Offiziere der Reichsarmee als Gäste ein und aus gingen.

### Wirtschaftsgebäude
Die herzogliche Hofverwaltung war mit einer Zeile repräsentativer Gebäude präsent, um den Staatsgeschäften des Herzogs dienlich zu sein. Im östlichen Teil dieses Ensembles entstand auch der Wirtschaftstrakt des Schlosses mit Stallungen, Remisen und Lagergebäuden.

### Hofkirche

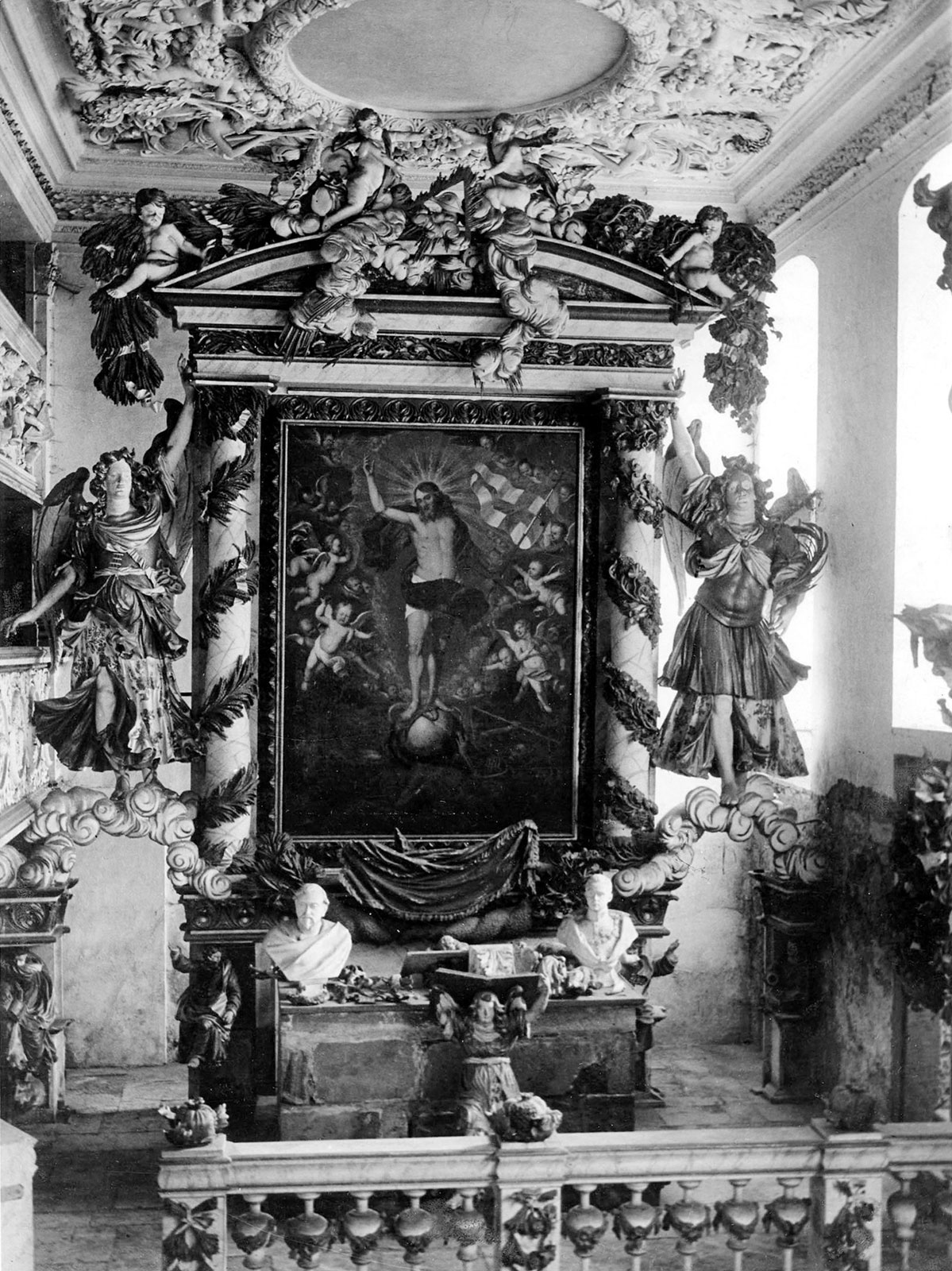
Der Altar der Schlosskirche um 1900

Für die Pflichten des Hofzeremoniells ließ der Herzog im Schloss eine eigene Schlosskirche einbauen, sie wurde 1685 von den Brüdern Johann Samuel und Johann Peter Rust  aufwendig dekoriert und zeitgleich mit dem Schloss fertiggestellt.

### Befestigungsanlage
Die vier Eckbastionen und der umgebende Wassergraben dienten der Verteidigung der Anlage. Das Schloss besaß vier kleine als Feldschlangen bezeichnete Kanonen, die auf den Bastionen postiert waren und zu Feierlichkeiten Salut abschossen.
Das Schloss erhebt sich auf einer  bastionär ausgebildeten, von Wassergräben umgebenen Plattform [...] mit einem axial auf das Schloss bezogenen Garten, der ebenfalls von Kanälen eingefasst wird. Vom Typus her zählt Friedrichswerth zu den „fortifizierten Lustschlössern“.

## Heutige Situation und Nutzung
Nach Laß ist Friedrichswerth in Thüringen ein bedeutsamer Bau auf Grund seiner Befestigung, des Gartens und der großen Kapelle. Es ist eines der aufwändigsten Lustschlösser seiner Zeit. Es gehört zu den etwa zeitgleich von mehreren Brüdern errichteten „Brüderschlössern“, neben Saalfeld, Eisenberg, Elisabethenburg und Ichtershausen.
Das Schloss mit Park ist ein ausgewiesenes geschütztes Bau- und Gartendenkmal im Landkreis Gotha. Das Außengelände ist öffentlich zugänglich. In den Jahren 1986–1987 wurden Stuckdecken im Bereich der Schlosskirche restauriert. Die gesamte Anlage ist seit dem Auszug des Jugendwerkhofes Mitte der 1990er Jahre ungenutzt und wurde mehrfach zum Verkauf angeboten.
Ein Interessent, der das Schloss und das leerstehende Schulgebäude in Friedrichswerth für behindertengerechten Tourismus nutzen wollte, konnte keine zukunftsfeste Lösung vorlegen und wurde 2018 von der Staatskanzlei abgelehnt.
Im Winter 2018 wurde bekannt, dass Schloss Friedrichswerth in eine neuzugründende Schlösser-Stiftung aufgenommen werden soll. Der Bund hat im November 2018 etwa 200 Millionen Euro Fördergeld für die Stiftung in Aussicht gestellt, wenn Thüringen und Sachsen-Anhalt diese einrichten und Gelder in gleicher Höhe aufbringen.

## Impressionen

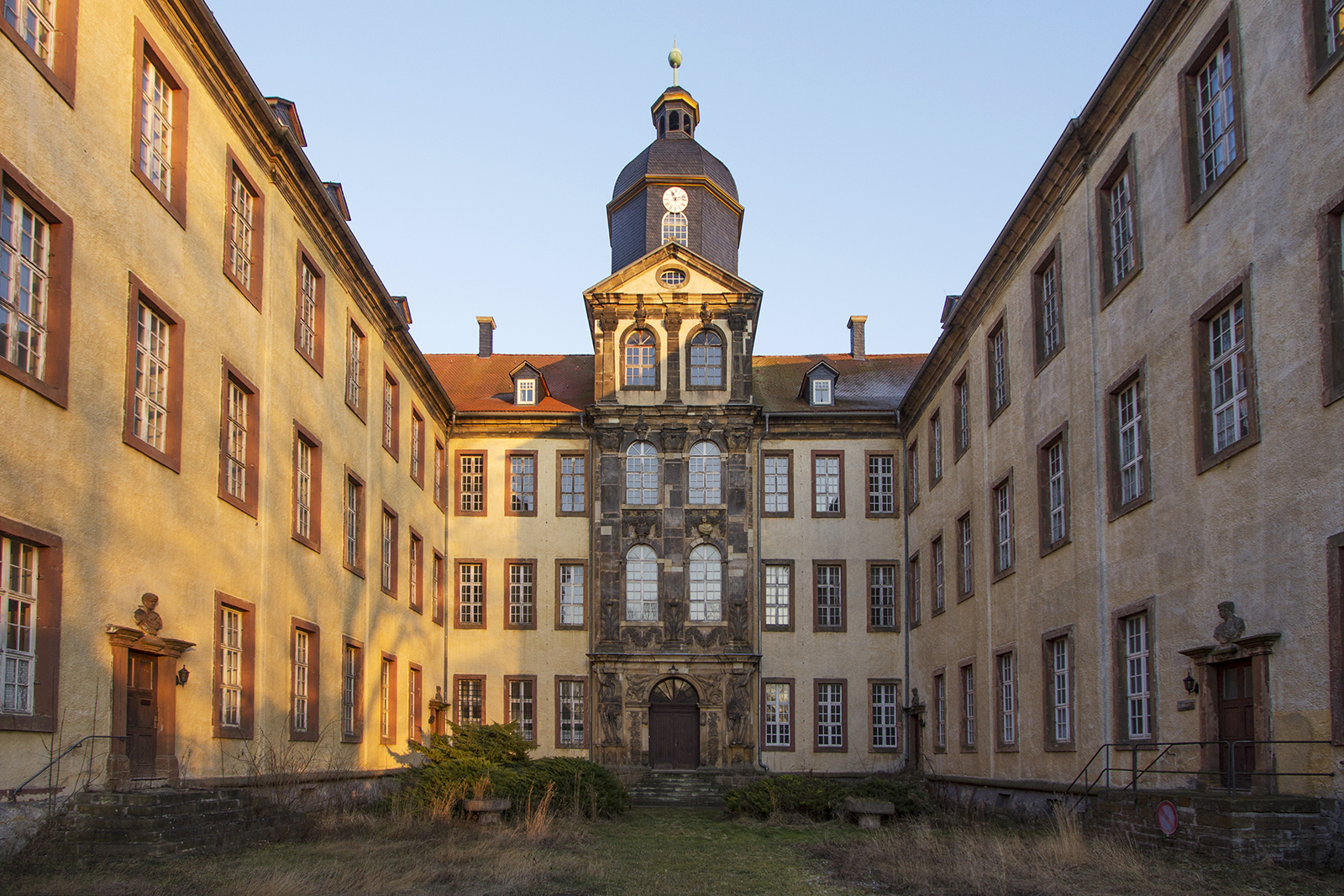
Portal und Hof
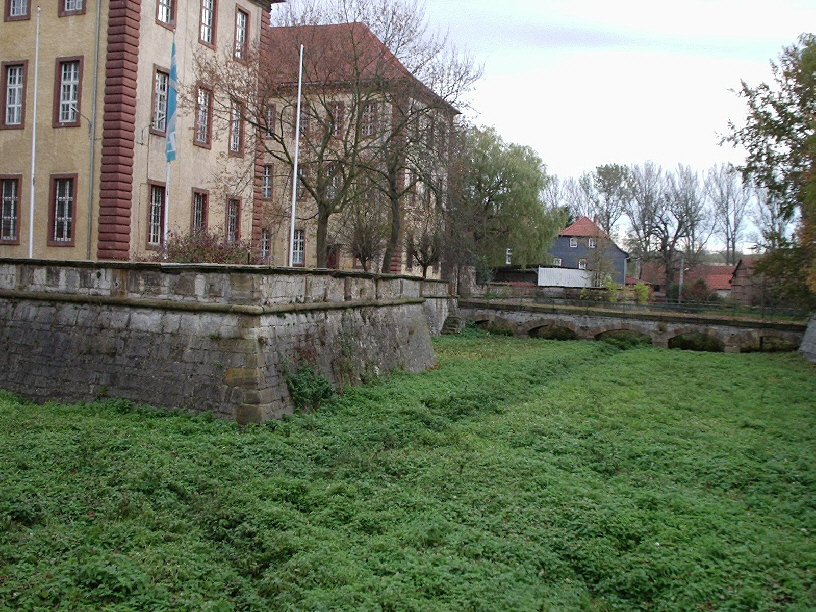
Der verlandete Wassergraben
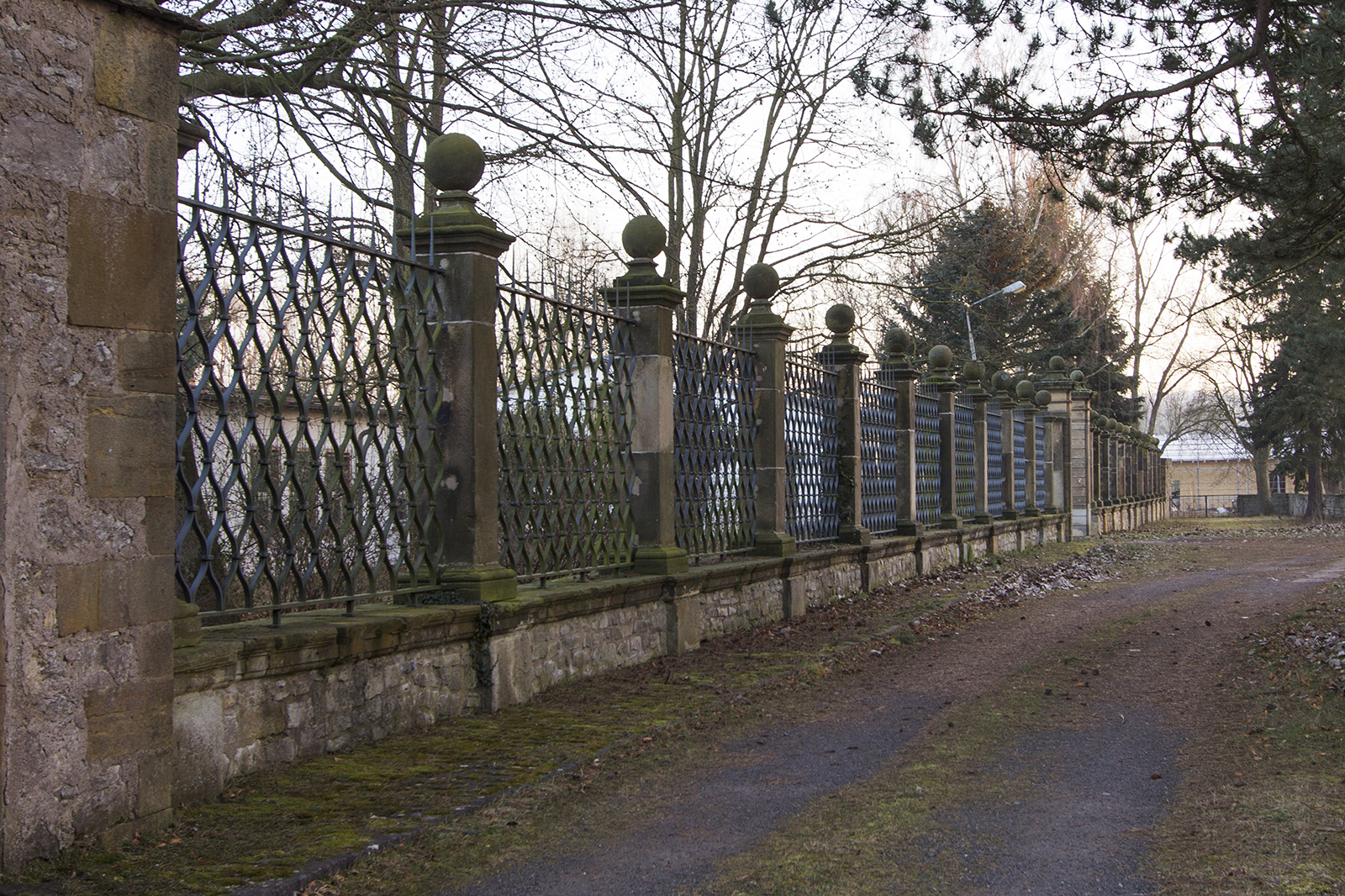
Der nordöstliche Eingang zum Park
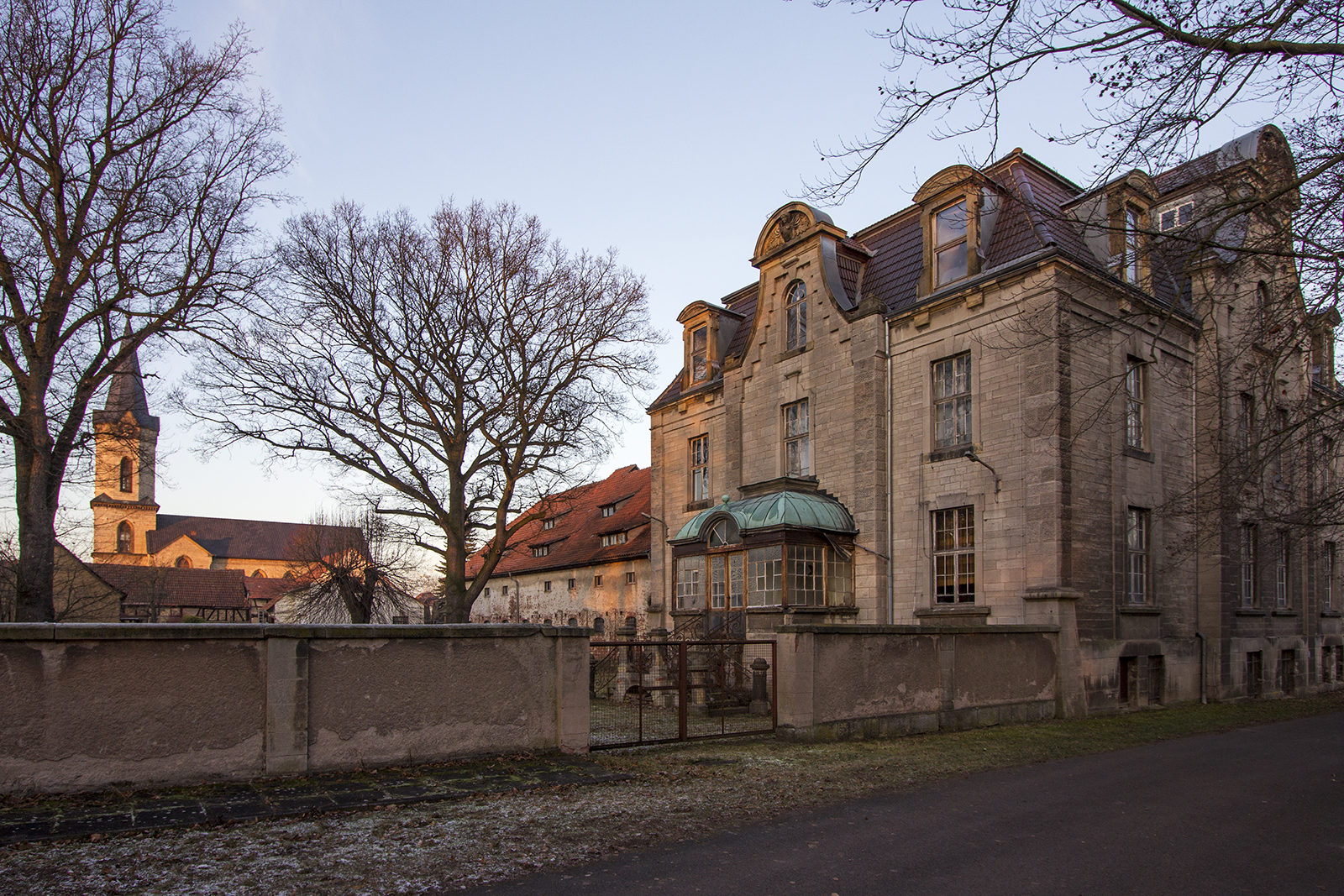
Verwaltungsgebäude
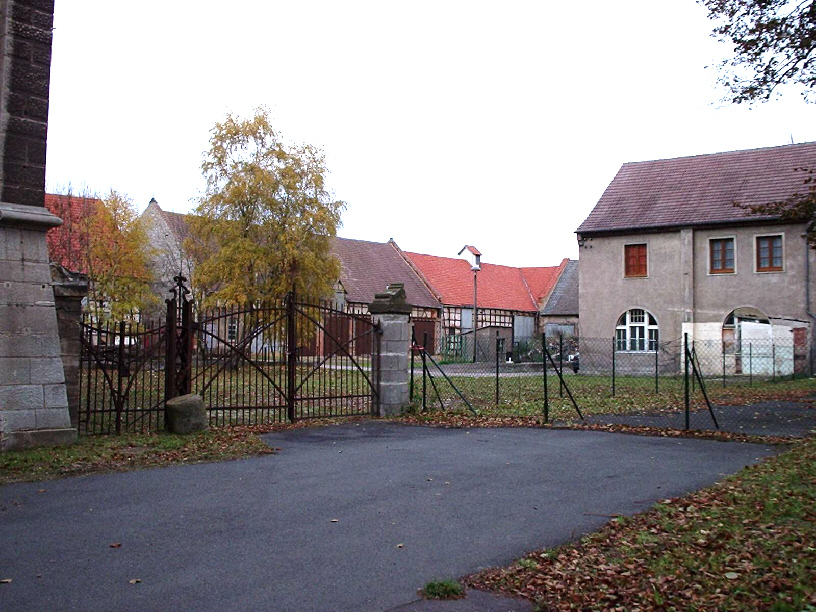
Wirtschaftsgebäude
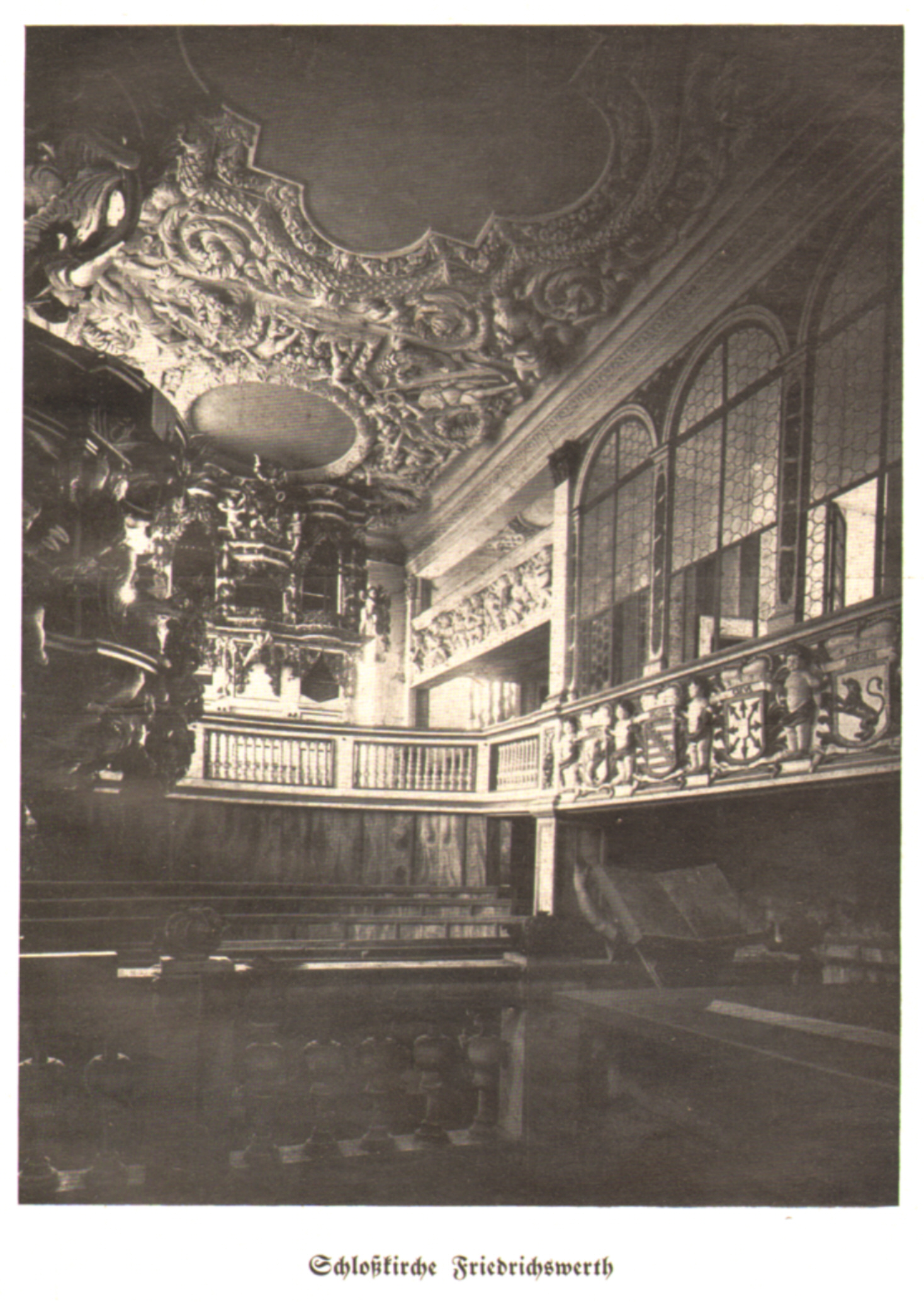
Ansicht des Kirchenraumes (1934)
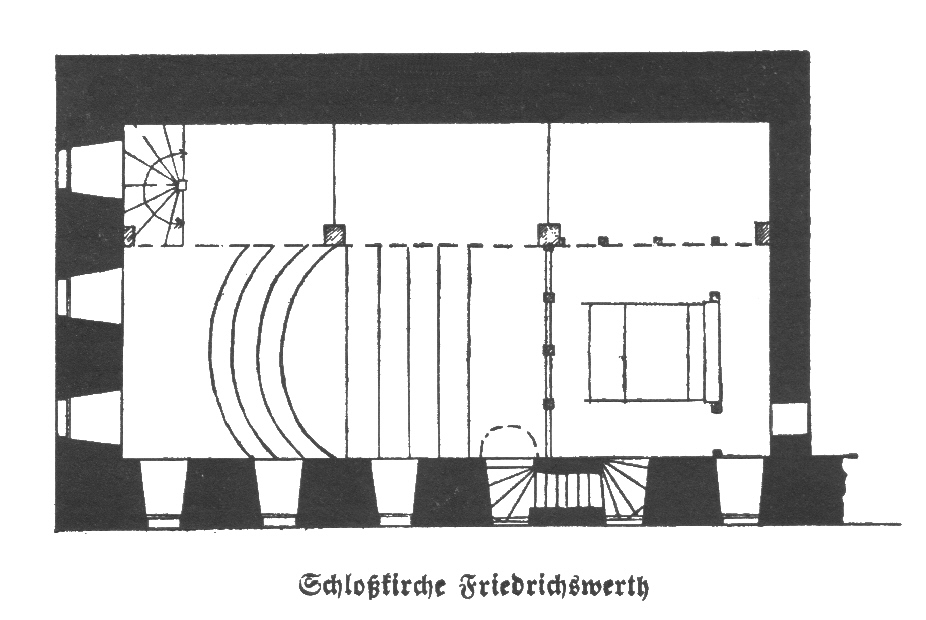
Plan der Schlosskirche (1934)
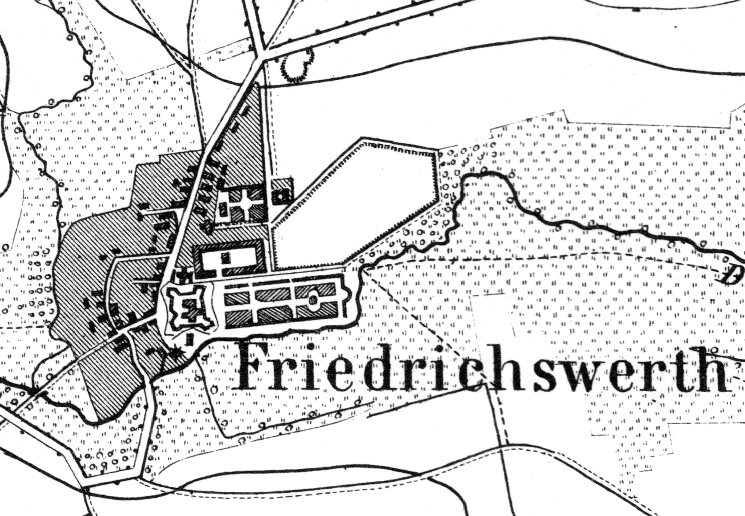
Übersichtskarte (1873)